# Leto (thần thoại)
Trong thần thoại Hy Lạp, Leto /ˈliːtoʊ/ (tiếng Hy Lạp cổ: Λητώ Ltṓ ; Λατώ, Lātṓ trong tiếng Hy Lạp Doric) là mẹ của Apollo và Artemis. Bà cũng là con gái của Titan Coeus và Phoebe, đồng thời là em gái của Asteria.
Theo truyền thuyết, bà là một trong những người tình của Zeus. Thần thoại Hy Lạp cổ điển ít ghi chép về Leto ngoài việc bà mang thai Apollo và Artemis - hai đứa con song sinh của bà với thần Zeus và tìm kiếm nơi có thể sinh con, vì Hera - vợ của thần Zeus đã cấm bà sinh con trên mặt đất (terra-firma), trên lục địa hay bất cứ một hòn đảo nào trên biển. Cuối cùng bà đã tìm thấy hòn đảo Delos, nơi không gắn liền với đáy đại dương, do đó nó không được coi là đất liền và bà có thể sinh con.
Trong thời Hy Lạp cổ đại, Leto thường được tôn thờ như một nữ thần mẹ. Vị thần tương đương với nữ thần Leto trong thần thoại La Mã là Latona.

## Trùng tên
Tiểu hành tinh 68 Leto và hành tinh vi hình 639 Latona đều được đặt tên theo tên của vị nữ thần Hy Lạp này.